# Žitenice
Žitenice è un comune della Repubblica Ceca facente parte del distretto di Litoměřice, nella regione di Ústí nad Labem.